# Келл, Вернон
Генерал-майор сэр Вернон Джордж Уолдегрейв Келл (англ. Vernon George Waldegrave Kell; 1873—1942) — основатель и первый директор Службы безопасности Британской Империи (MI5). В энциклопедии «Who is Who» упоминается как «К» — «комендант, констебль военного министерства».

## Биография
Вернон родился в Грейт-Ярмуте в семье Уолдергрейва Келла, майора 38-го пехотного полка и его жены, Джорджины Аугусты Конарски, дочери польского эмигранта. Окончил Королевское военное училище и получил назначение в Южный Стаффордширский полк, после чего участвовал в подавлении ихэтуаньского восстания в Китае в 1900 году в качестве корреспондента The Daily Telegraph, и по совместительству — агента СИС. Келл владел немецким, итальянским, французским и польским языками, а после пребывания в Китае и России освоил также русский и китайский.
После возвращения в Лондон из Китая в 1902 году до 1906 года Келл служил в военном министерстве, где занимался анализом деятельности германской разведки. В 1909 году было создано Бюро Секретных служб, возглавить которое было поручено Келлу и Мэнсфилду Смит-Каммингу. В октябре 1909 года штат контрразведки, называвшейся тогда МО-5, умещался в единственном кабинете и состоял из одного Келла, лишь через полгода Келл получил в подчинение делопроизводителя, а в январе 1911 года — помощника и секретаря. Второй сотрудник в офицерском звании, капитан Эрик Холт-Уилсон, появился у Келла лишь в декабре 1912 года. За время Первой мировой войны ведомство Келла увеличило свою численность более чем в 40 раз — если накануне войны штат МО-5 насчитывал всего 19 человек (9 офицеров, 3 гражданских служащих, 4 делопроизводителей и 3 полицейских), то к концу войны в ней уже служили 844 сотрудника, в том числе 133 офицера и гражданских чиновника.
Во время войны Келл также тесно сотрудничал с Особым отделом Скотланд-Ярда в операциях по отслеживании деятельности в Европе индийских революционеров, сотрудничавших с немцами.
В конце 1920-х годов на фоне падения авторитета Особого отдела Скотланд-Ярда позиции МI5 значительно усилились, ведомство Келла постепенно отодвигало Особый отдел от контрразведывательных задач. При этом MI5 юридически не существовала, британское правительство официально признало существование контрразведки лишь в 1989 году.
По оценкам российских историков спецслужб, Келл умел 

создавать «разумный шум» вокруг деятельности своей юридически несуществующей службы и умело пугал общество угрозой иностранного шпионажа ради упрочения своих позиций и получения дополнительных бюджетных ассигнований.— 
В мае 1940 года Уинстон Черчилль уволил Келла после 30 лет пребывания в должности — дольше, чем кто бы то ни было из руководителей британской контрразведки. Келл был посвящён в рыцари за заслуги перед Британской империей незадолго до своей смерти в 1942 году.

## В массовой культуре
Келл стал прототипом главного героя радиопостановки Берта Коулза по произведению А. Конан Дойля «Его прощальный поклон». В радиопостановке Келл изображён как талантливый офицер и полиглот, испытывающий огромное уважение к Шерлоку Холмсу и прочитавший все книги о нём. По ходу пьесы Келл убеждает Холмса помочь военным в поиске германских шпионов.